# Cleveland Street (metropolitana di New York)
Cleveland Street, in origine Cleveland Avenue, è una fermata della metropolitana di New York situata sulla linea BMT Jamaica. Nel 2019 è stata utilizzata da 880 879 passeggeri. È servita dalla linea J, attiva 24 ore su 24.

## Storia
La stazione fu aperta il 30 maggio 1893. È stata ristrutturata a metà anni 2000.

## Strutture e impianti
La stazione è posta su un viadotto al di sopra di Fulton Street, ha due binari e una banchina ad isola. All'estremità occidentale della banchina si trova la struttura che ospita i tornelli e le due scale per il piano stradale che portano al lato ovest dell'incrocio con Cleveland Street.

## Interscambi
La stazione è servita da alcune autolinee gestite da NYCT Bus.
- Fermata autobus